# قحشر (السدة)

تعديل مصدري - تعديل

قحشر محلة تابعة لقرية المصنعة، التابعة لعزلة الزعلاء بمديرية السدة إحدى مديريات محافظة إب في الجمهورية اليمنية.، بلغ تعداد سكانها 21 حسب تعداد اليمن لعام 2004.